# オオムカデ目
オオムカデ目（学名: Scolopendromorpha, 英語: tropical centipede, bark centipede）は、ムカデ（ムカデ綱）を大きく分けた分類群（目）の1つ。構成種はオオムカデ（巨蜈蚣、オオムカデ類）と総称され、ほとんどが21対の脚をもつ。10cmほどの大型種が多く、最大のものは30cmも超えている。ムカデの中では最も一般に知られるグループで、800以上の種が含まれる。

## 形態
大まかな姿はイシムカデやナガズイシムカデに似て、ゲジほど寸胴でなく、ジムカデほど細長くないが、最多4対の単眼・同じ背板に覆われる顎肢と第1脚の胴節・原則として21-23対の脚・長短の繰り返しが控え目な有脚胴節背板・目立たない生殖器などにより他のムカデの目から明確に区別できる。体色はムカデの中でも特に多様で、一般的な黄・赤・茶色から黒や派手な縞模様まで多岐にわたる(p43)。

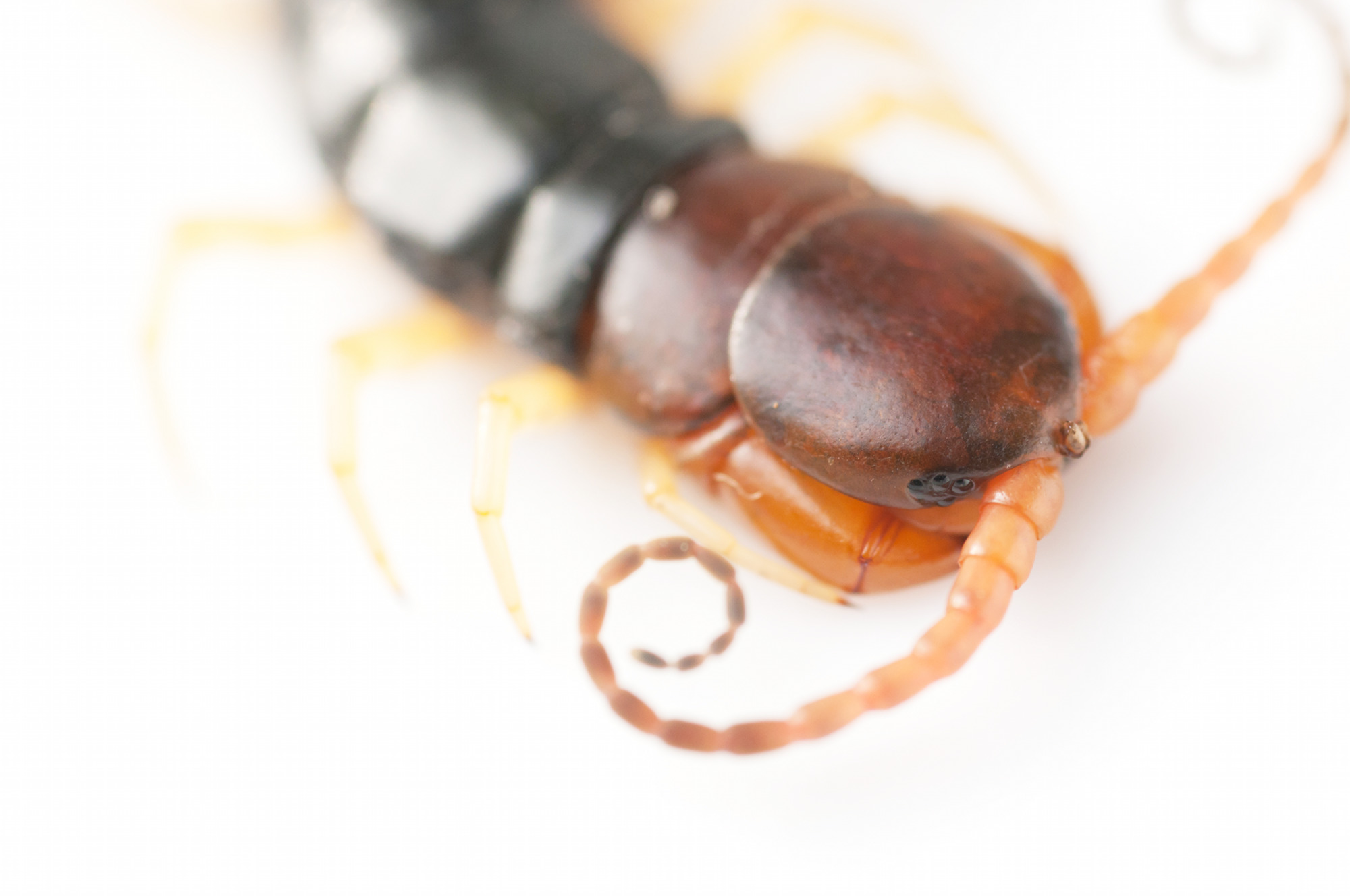
オオムカデ属の1種の前方。頭部片側4つの単眼と、1枚の背板に覆われる顎肢と第1脚の胴節を示す。
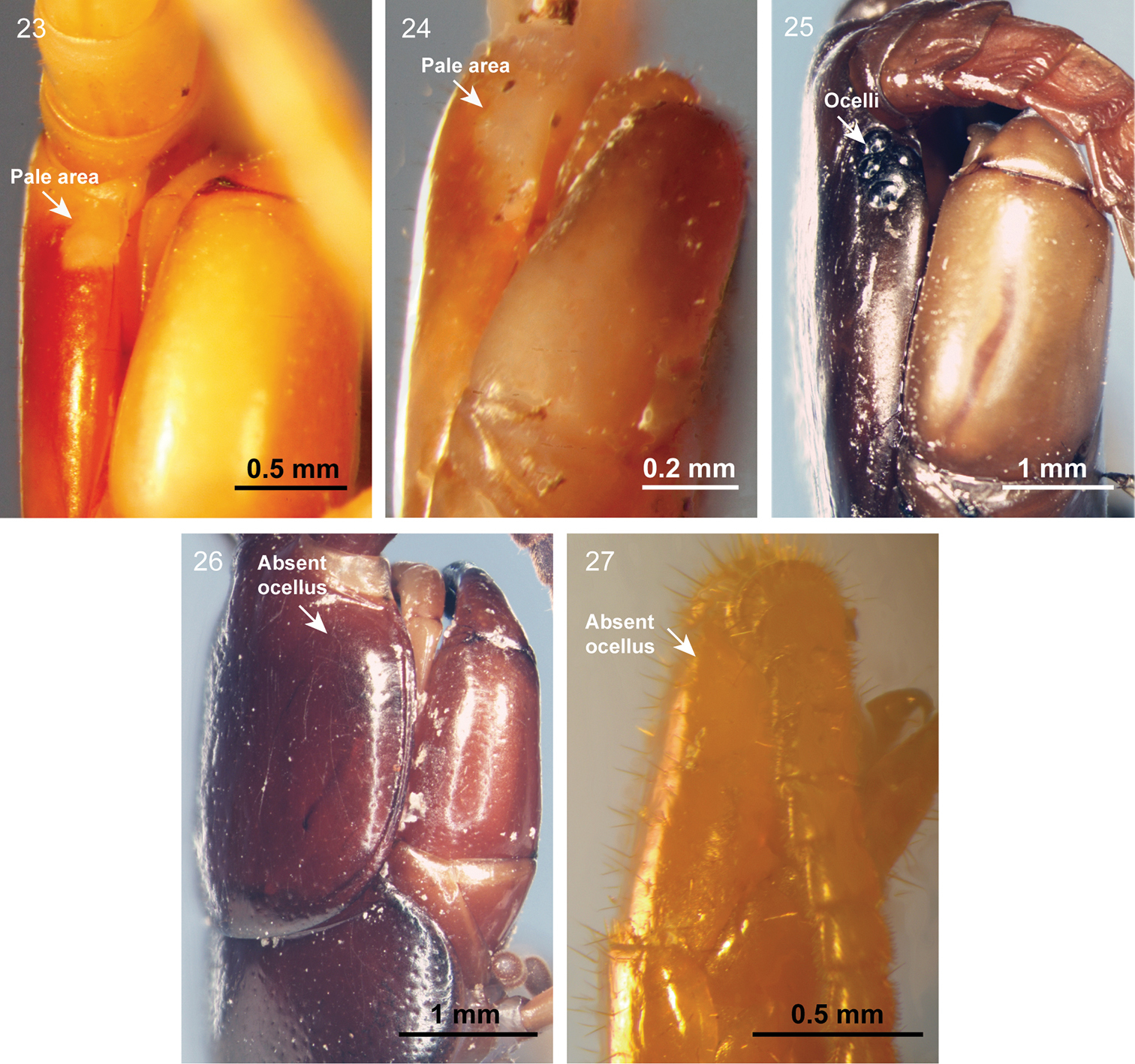
様々なオオムカデ類の眼の有無[注釈 3]

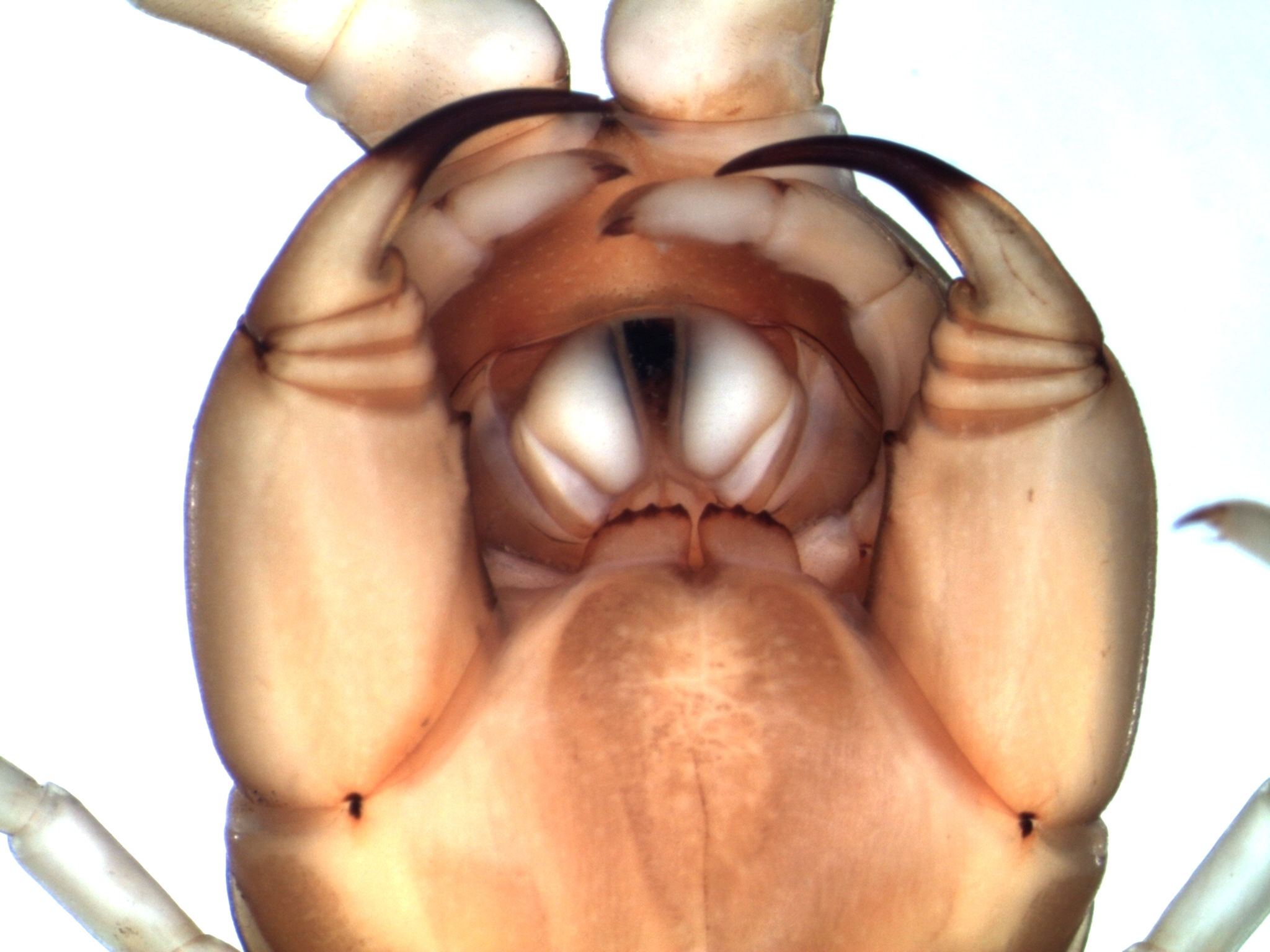
の頭部と顎肢節腹面。内側奥から左右手前まで第1小顎、第2小顎と顎肢を示す（大顎は第1小顎に覆われて観察できない）。

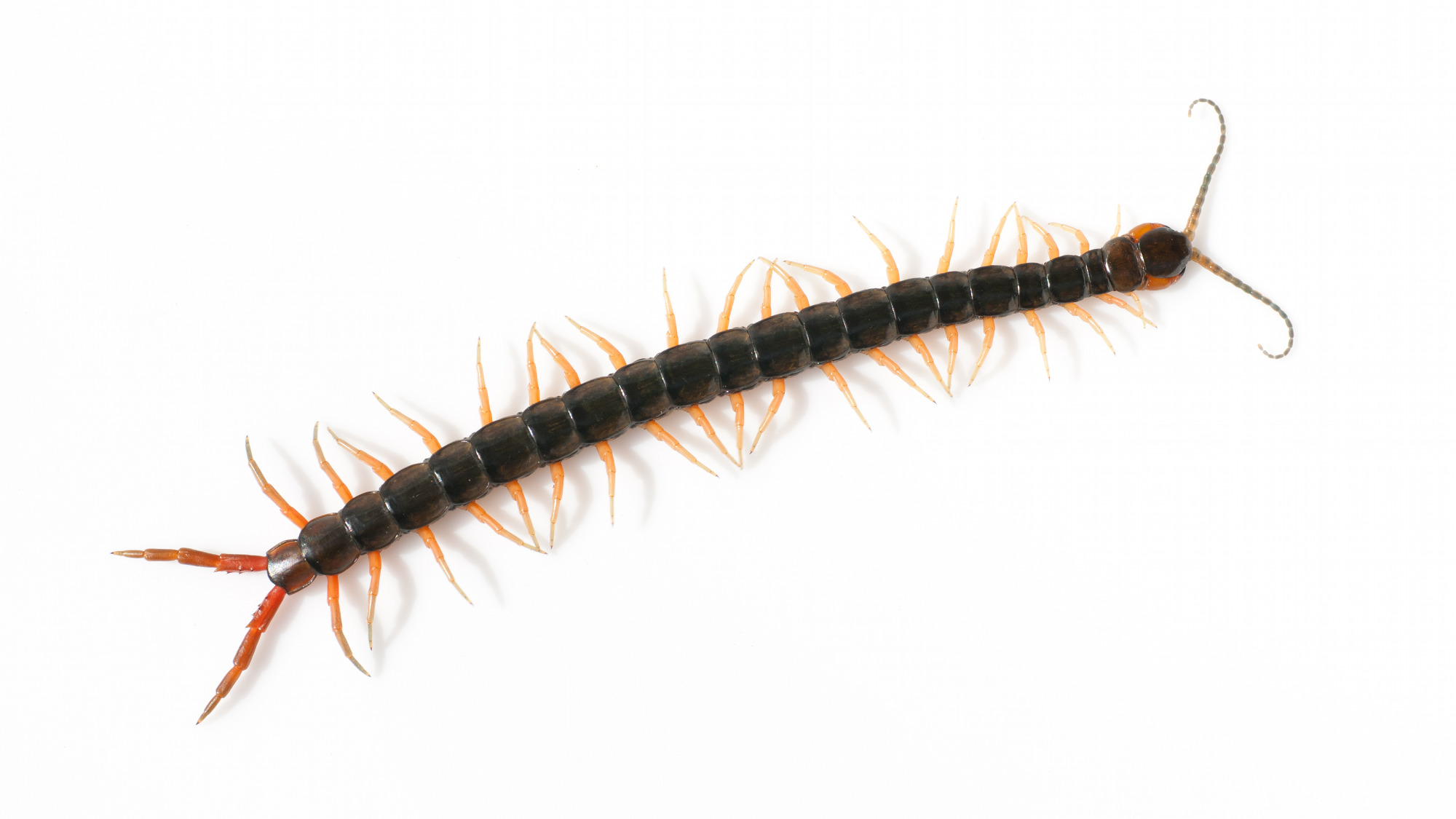
オオムカデ属の1種の全身背面。21枚の背板と21対の脚を示す。

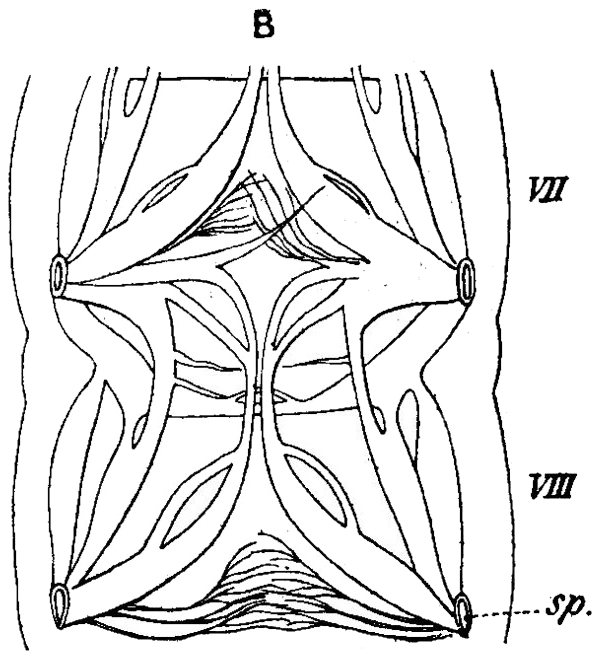
オオムカデ属の気管系

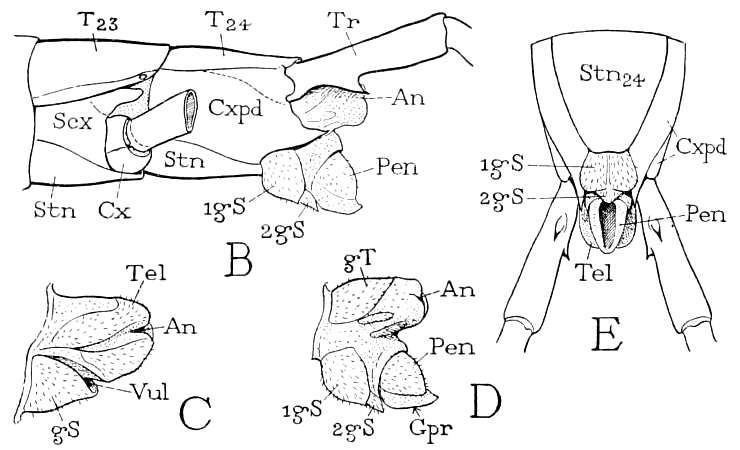
アカムカデ属の末端左側面（B, C, D）と腹面（E）
B, D, E: 雄、C: 雌

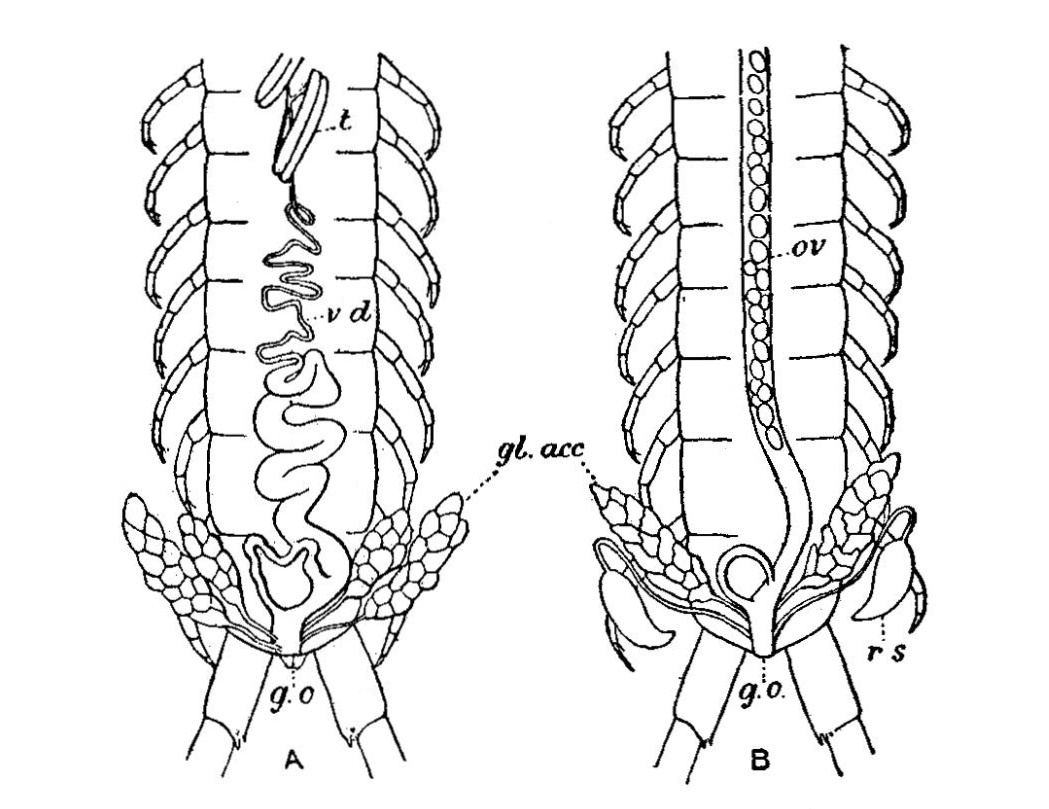
オオムカデ属の雄（A）と雌（B）の生殖腺

頭部背面（頭板 cephalic plate）は平たい円盤状。触角（antenna）は数珠状で原則として17節、最多34節に分れている(p44)。眼（単眼 ocelli）は基本として4対で両前方に4個ずつ集約し、1対や無眼の種類もある。3対の顎（大顎 mandible・第1小顎 1st maxilla・第2小顎 2nd maxilla）は他のムカデと同様に目立たなく、第2小顎はイシムカデやナガズイシムカデと似た4節の歩脚状(pp44–49)。
毒牙として用いられ、顎肢節（forcipular segment, 第1胴節）から頭部の腹面まで突出した顎肢（forcipule）は他の側気門類と同様、頑丈で左右から噛み合う構造となり、基胸板（coxosternite）は左右癒合して前縁に小歯が並ぶ。ジムカデと同じく、顎肢を構成する4節のうち、短縮した途中2節（腿節 femur と脛節 tibia）は原則として半環状で内側の半分のみをもつため、第1と第4節（trochanteroprefemur と跗節 tarsus）は外側で隣接し、4節全てが1対の関節丘にまとめられる。なお、本群における Cryptops属の一部の種類は、顎肢が例外的にイシムカデやナガズイシムカデに似た環状の腿節と脛節をもつ。
胴部は縦長く、有脚胴節（leg-bearing segment）のみ背板（tergite）と腹板（sternite）が顕著に見られるため、見かけ上の背板・腹板・脚（歩肢）の対の数は一致する。顎肢節と第1有脚胴節は癒合が進み、1枚の背板のみに覆われている（他のムカデは元の胴節に応じて2枚の背板に分かれている）。有脚胴節の背板は変則的な大小を繰り返し（heterotergy）、7枚目以前の偶数（2・4・6）番目と8枚目以降の奇数（9・11・13…）番目の背板が他の背板より短いが、イシムカデほど極端ではない。
脚は原則として柱状の7節（基節  coxa・転節 trochanter・前腿節 prefemur・腿節・脛節・第1跗節・第2跗節）と末端の鉤爪（apical claw, 前跗節 pretarsus）に分れ、総数は通常では21対で、例外としてアカムカデ科は23対、Scolopendropsis duplicata は39もしくは43対をもつ。最終の脚である曳航肢（ultimate leg）は他の脚より発達で、種類により棘が並ぶ（オオムカデ属など）・太いハサミのように噛み合う（Asanada属・Plutonium属など）・細長く伸びる（Rhysida属など）・へら状の跗節をもつ（Alipes属）・鞭状に分節した第2跗節をもつ（Newportia属）などの特化様式が見られる。
呼吸器である気管系（tracheal system）は大型種ほど発達で、肥厚な気管（trachae）は全身に渡って数多くの連合（anastomoses）と細かな気管小枝（tracheole）に枝分かれている(pp142–147)。その開口である気門（spiracle）は他の側気門類と同じく、有脚胴部の左右の節間膜に開口する。気門は種類により耳状（アオムカデ亜科）・三角形（オオムカデ亜科）・楕円形（他の種類）など様々で、水の侵入や水分流失を防ぐ用の剛毛に覆われ、腱として機能する筋肉にも繋がっている(p139)。ナガズイシムカデに似て、原則として第1脚・第7脚・曳航肢以外の長い背板をもつ有脚胴節（第3・5脚と第8脚以降の偶数番目の有脚胴節）のみに気門をもつ。例外として一部の種類は第7脚の胴節に気門をもち、Plutonium zwierleini は曳航肢以外の全て（第1-20）の有脚胴節に気門をもつ。
外性器（順に生殖肢  gonopod と陰茎 penis/産卵口 vulva）をもつ2節の生殖節（genital segment）は退化的で、普段は直前の曳航肢の胴節に格納され、背面からは観察できない(p63)。生殖腺は左右非対称で、左の卵管と精管は痕跡的である。
雌雄の性的二形は他の多くのムカデと同様に目立たなく、比較的顕著な例としてアオムカデ属の種類（雄が特殊な突起を後方の背板にもつ）が挙げられる(pp279–280)。

## 生態

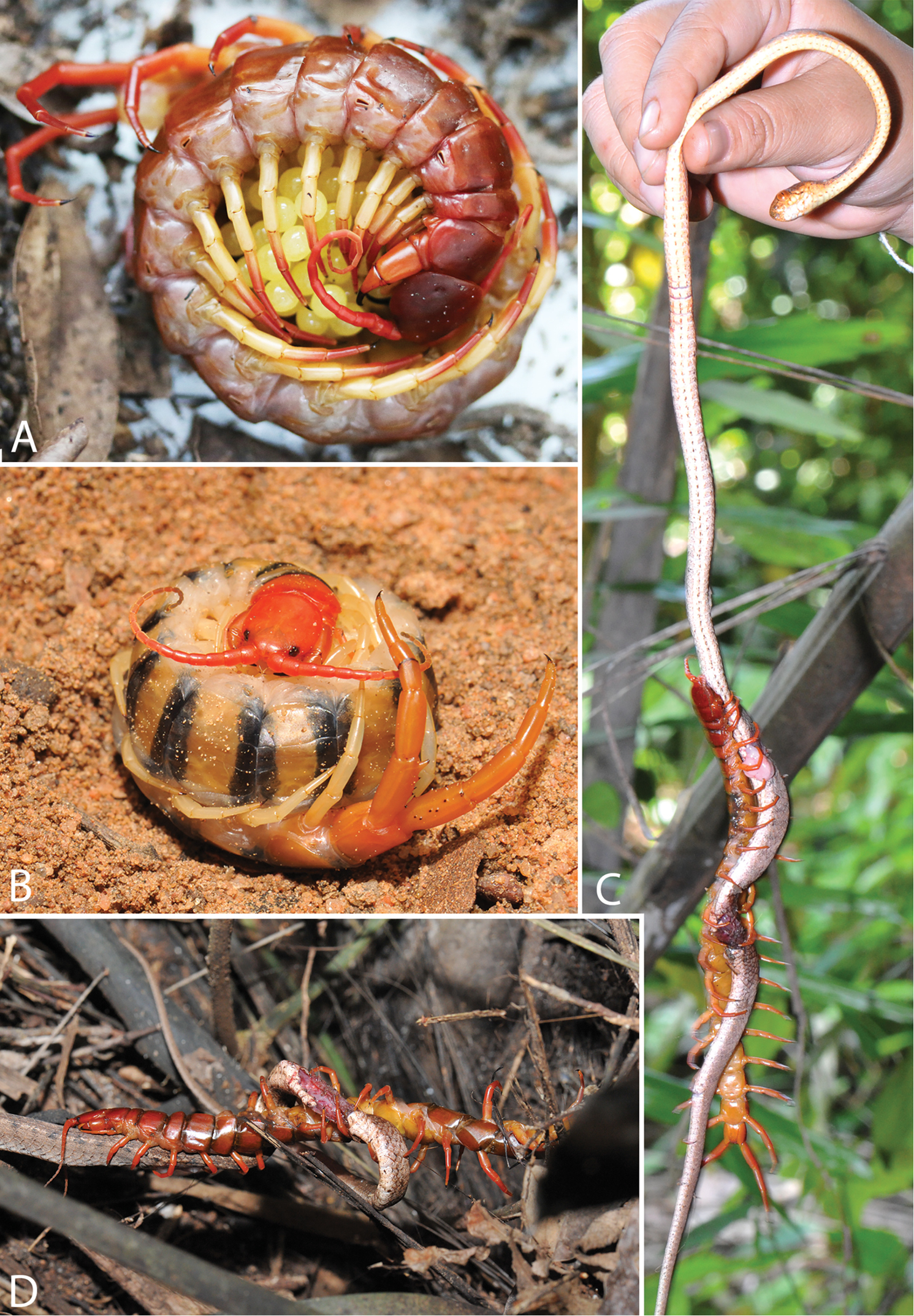
オオムカデ属（A, C, D: ベトナムオオムカデ、B: タイワンオオムカデ）の保育行動（A, B）とヘビを仕留める捕食行動（C, D）

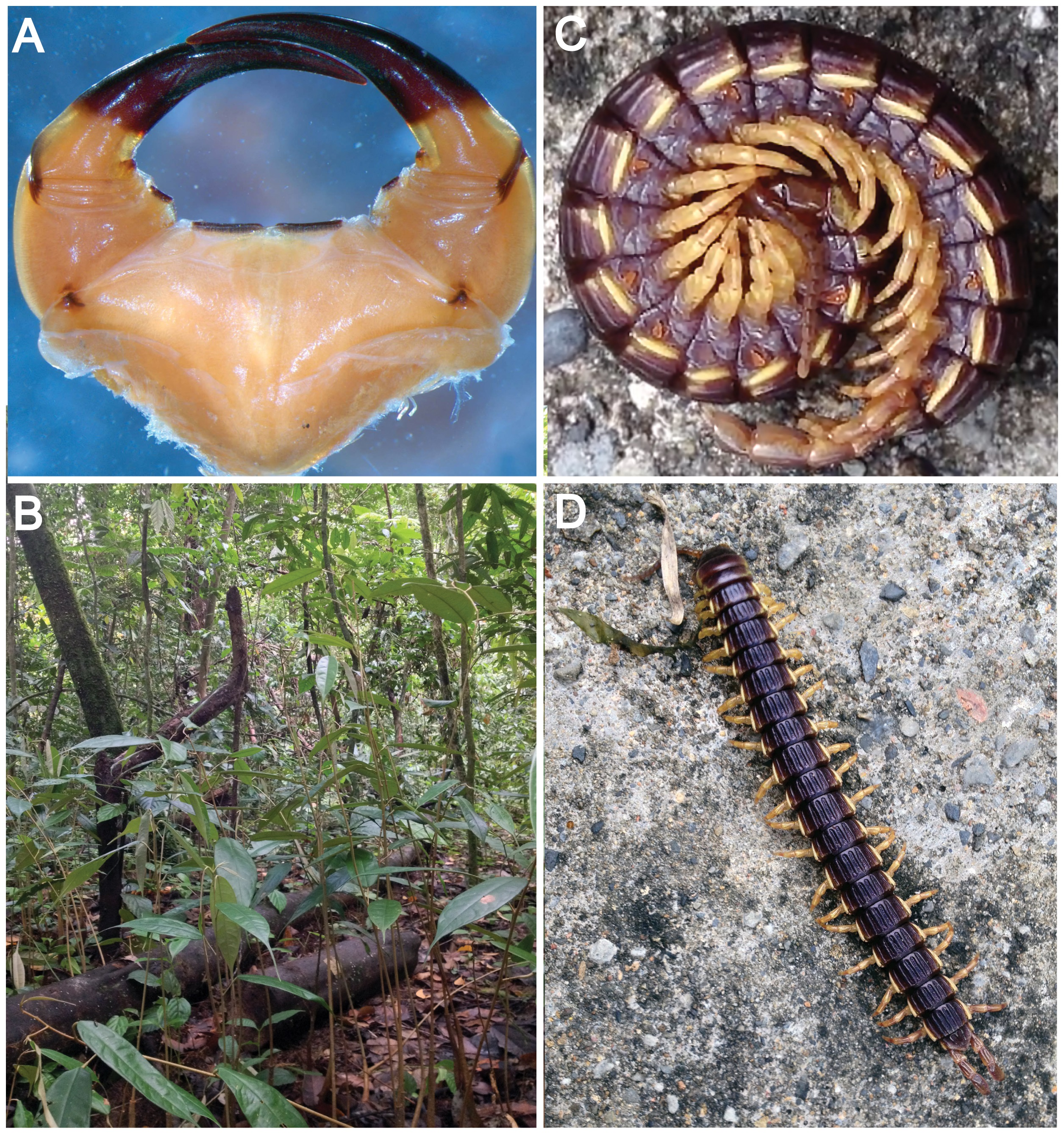
ヤスデのみを捕食するEdentistoma octosulcatum
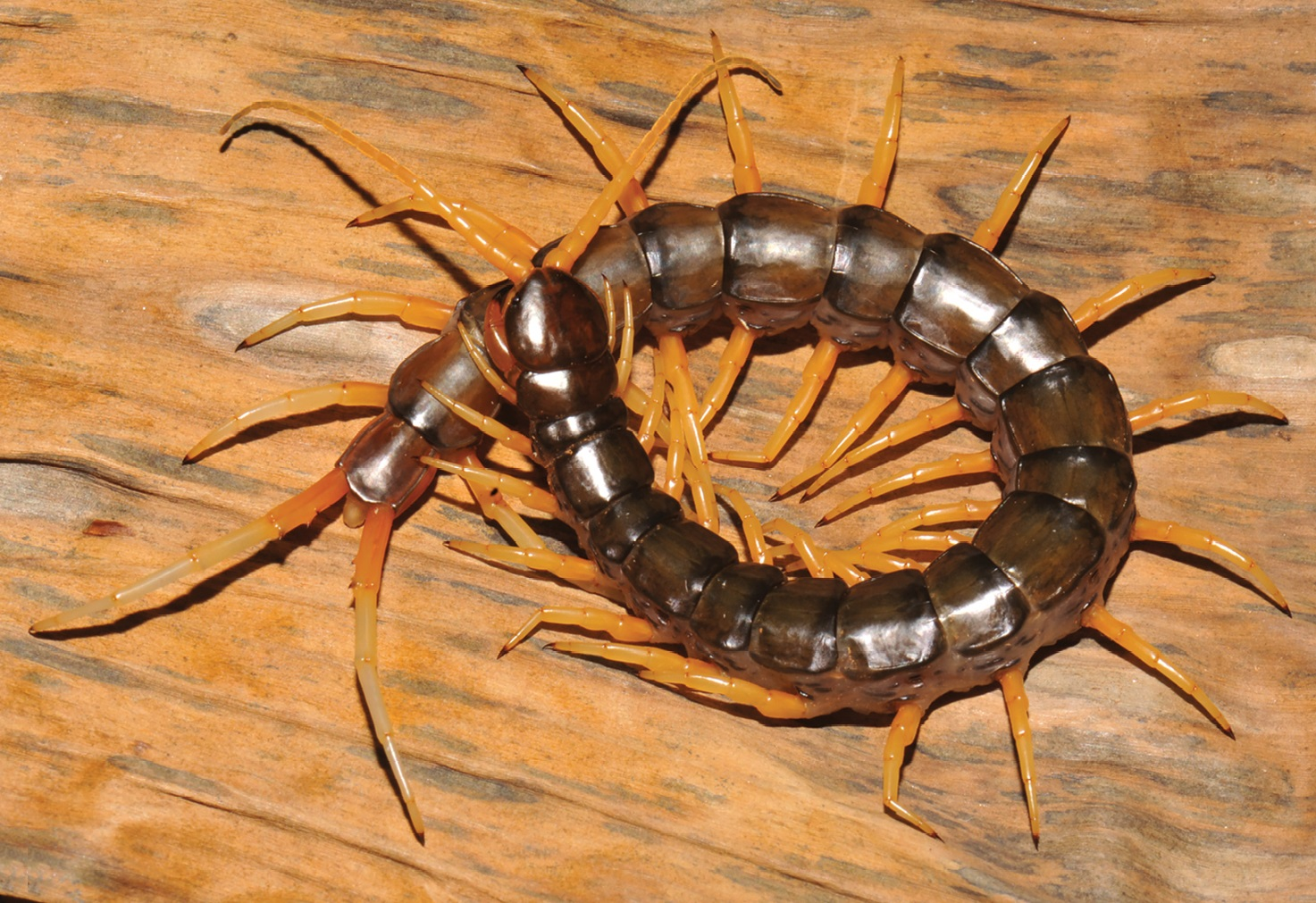
半水棲のスコロペンドラ・カタラクタ

ムカデの中でも、オオムカデ類は特に獰猛な捕食者である。他の側気門類と同様、平たい体型と左右に噛み合う顎肢を利して、落葉層などの狭い隙間をも進出して捕食を行える。顎肢には獲物を即時に捕らえるほどの強い噛む力と神経毒をもち、一部の種類は曳航肢まで捕食に使われるとされる。多くが地表や樹上などを徘徊し、偶発に遭遇した小動物を捕食する。大型種ではバッタやゴキブリなどの昆虫のみならず、カエル・トカゲ・鳥類・ヘビ・ネズミ・飛行中のコウモリなどの小型脊椎動物をも捕食できる。ほとんどの種は偏食性のないジェネラリストであるが、ヤスデを専門に捕食するスペシャリストのEdentistoma octosulcatumもいる。また、スコロペンドラ・カタラクタやリュウジンオオムカデなどという、陸上と陸水の両方で活動する半水棲の種類もわずかに知られている。
繁殖は他のムカデと同様に精包（spermatophore）の受け渡しを通じて行われている。雌雄は輪を描くようにお互いの末端に向き合いながら、触角で相手の曳航肢と触れ合う配偶行動が知られている。雄は多層の外皮に覆われるビーンズ型の精包を産み、ナガズイシムカデやジムカデ同様に雌は卵と幼体を育つ。ジムカデと同様に増節変態（Anamorphic development, 成長に伴う体節増加）をせず、幼体は成体と同じ胴節数と脚数で産まれる。

## 分布と分類
ムカデ（ムカデ綱 Chilopoda）の中で、オオムカデ類（オオムカデ目 Scolopendromorpha）はイシムカデ類（イシムカデ目 Lithobiomorpha）・ナガズイシムカデ類（ナガズイシムカデ Craterostigmomorpha）・ジムカデ類（ジムカデ目 Geophilomorpha）と共に側気門類 (Pleurostigmophora) に分類される。側気門類は名の通り気門を胴節の左右にもつことが特徴であるが、これは単にゲジの系統（背気門類 Notostigmophora）で失ったムカデの祖先形質に過ぎない可能性もあり、複眼の欠如・平たい頭部・癒合した顎肢基胸板の方が共有派生形質とされる。そのうちジムカデ類がオオムカデ類の姉妹群で、共に整形類 (Epimorpha) としてまとめられる。整形類は増節変態の欠如・半環状の顎肢腿節と脛節・21対以上の脚が共有派生形質とされる。
かつてはオオムカデ類とジムカデ類を遠縁とする Heteroterga（オオムカデ類・イシムカデ類・ナガズイシムカデ類・ゲジ類含む）説や、ナガズイシムカデ類をオオムカデ類に含める説もあったが、多くの形態と分子系統解析により否定され、ナガズイシムカデ類はオオムカデ類に含まれず、側気門類と整形類説が広く認められる。

### 下位分類
| Cryptops anomalans          | Mimops orientalis      |
| Plutonium zwierleini        | Ethmostigmus rubripes  |
| Otostigmus pococki          | Scolopendra hardwickei |
| Scolopocryptops sexspinosus | Newportia spelaea      |

オオムカデ類は世界中の暖かい地域に分布する。5科27属800以上の種が記載され、ムカデの目の中ではジムカデ類（約1,300種）の次に種数が多い。日本では約30種のオオムカデ類が生息すると推測される。
オオムカデ類の亜属までの下位分類は次の通り（特記しない限り Schileyko et al. 2020 に基づく）。
- オオムカデ目 Scolopendromorpha
  - メナシムカデ科 Cryptopidae
    - メナシムカデ属 Cryptops
      - （亜属）Cryptops (Cryptops)
      - （亜属）Cryptops (Chromatanops)
      - （亜属）Cryptops (Haplocryptops)
      - （亜属）Cryptops (Paracryptops)
      - （亜属）Cryptops (Trigonocryptops)

  - （科）Mimopidae
    - （属）Mimops

  - （科）Plutoniumidae
    - （属）Plutonium
    - （属）Theatops

  - オオムカデ科 Scolopendridae
    - アオムカデ亜科 Otostigminae
      - （族）Otostigmini
        - （属）Alipes
        - （属）Alluropus
        - （属）Digitipes
        - （属）Edentistoma [注釈 7]
        - （属）Ethmostigmus
        - アオムカデ属 Otostigmus
          - （亜属）Otostigmus (Otostigmus)
          - （亜属）Otostigmus (Parotostigmus)
          - （亜属）Otostigmus (Dactylotergitius)

        - （属）Rhysida

      - （族）Sterropristini
        - （属）Sterropristes (=Malaccolabis)

    - オオムカデ亜科 Scolopendrinae
      - （族）Scolopendrini
        - （属）Asanada [注釈 8]
        - （属）Asanadopsis [注釈 8]
        - （属）Akymnopellis
        - （属）Arthrorhabdus
        - （属）Cormocephalus
          - （亜属）Cormocephalus (Campylostigmus)
          - （亜属）Cormocephalus (Cormocephalus)

        - （属）Hemiscolopendra
        - （属）Notiasemus
        - （属）Psiloscolopendra
        - オオムカデ属 Scolopendra (=Kanparka)
        - （属）Scolopendropsis (=Rhoda)
        - （属）Tonkinodentus

  - アカムカデ科 Scolopocryptopidae
    - （亜科）Kethopinae
      - （属）Kethops
      - （属）Thalkethops

    - （亜科）Newportiinae (=Ectonocryptopinae)
      - （属）Newportia
        - （亜属）Newportia (Ectonocryptoides)
        - （亜属）Newportia (Ectonocryptops)
        - （亜属）Newportia (Newportia)
        - （亜属）Newportia (Tidops) (=Kartops)

    - （亜科）Scolopocryptopinae
      - アカムカデ属 Scolopocryptops (=Otocryptops, Anethops, Dinocryptops)

#### 主な種類

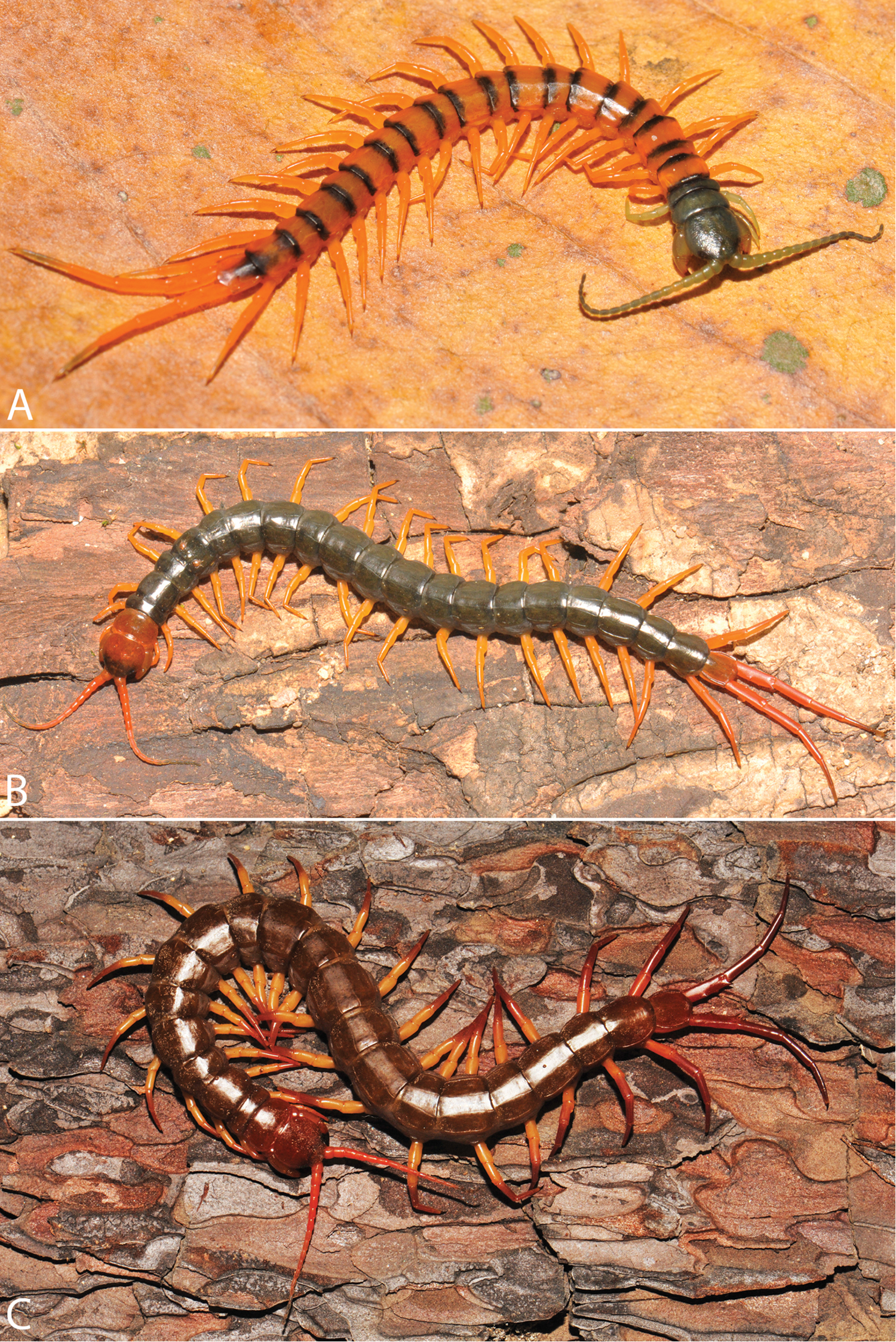
ベトナムオオムカデの幼体（A）、亜成体（B）と成体（C）

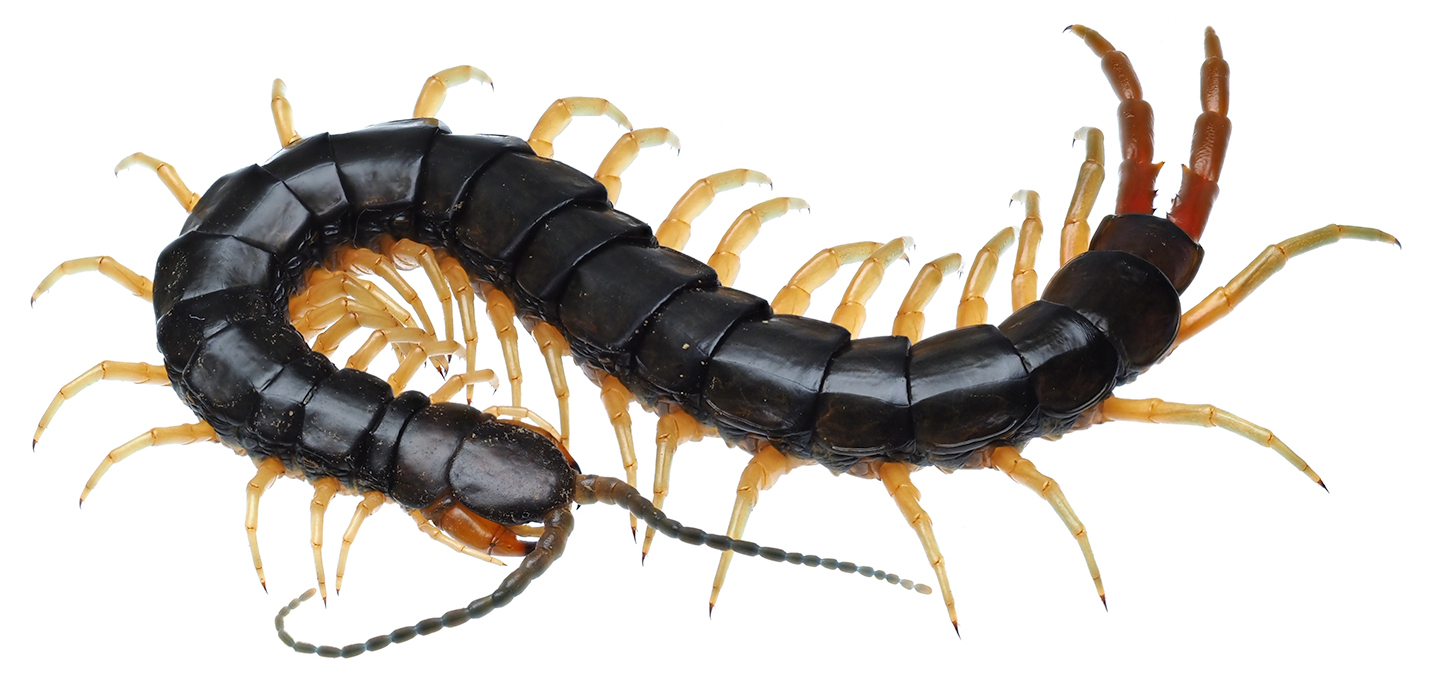
アオズムカデ
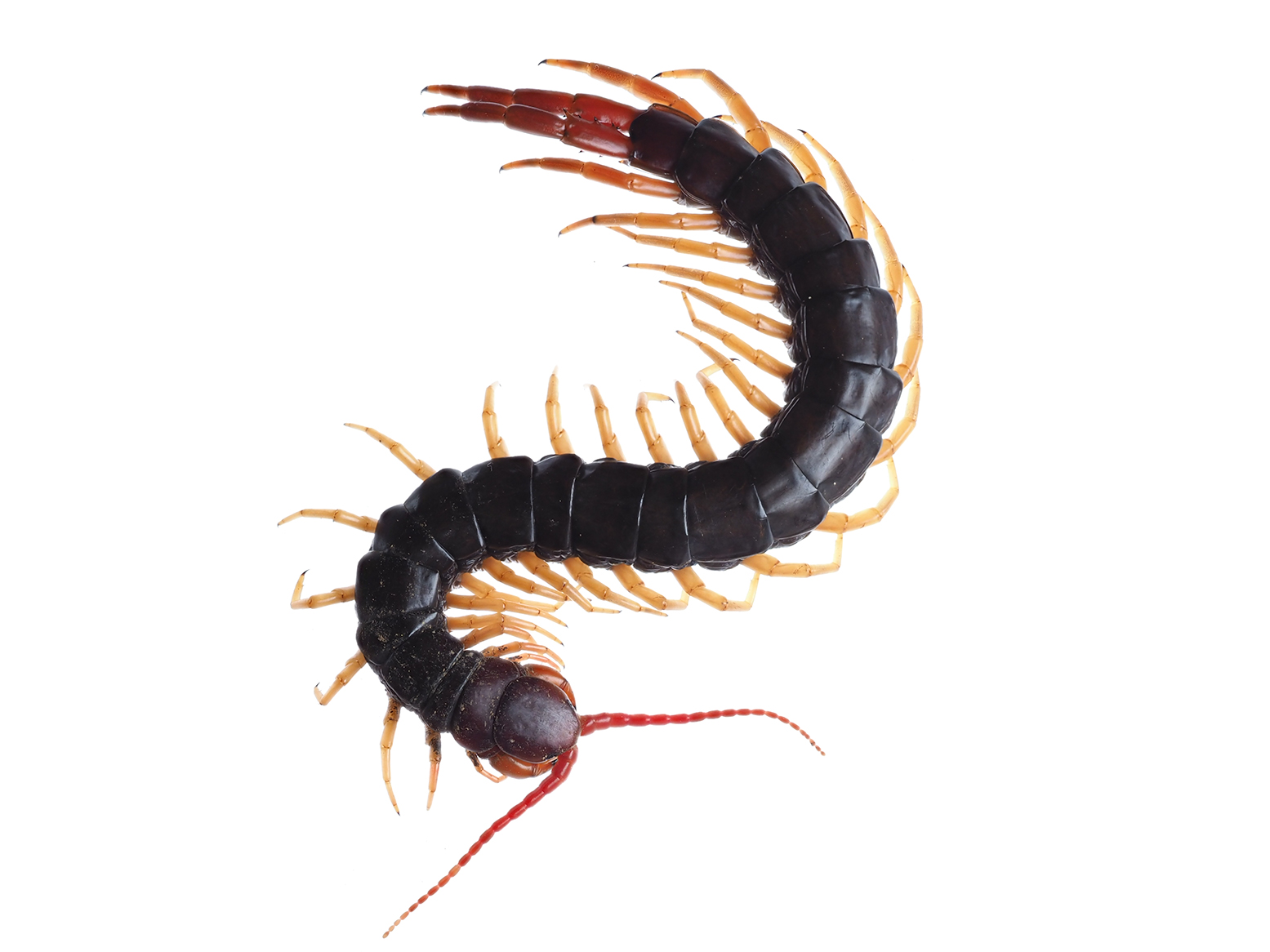
アカズムカデ
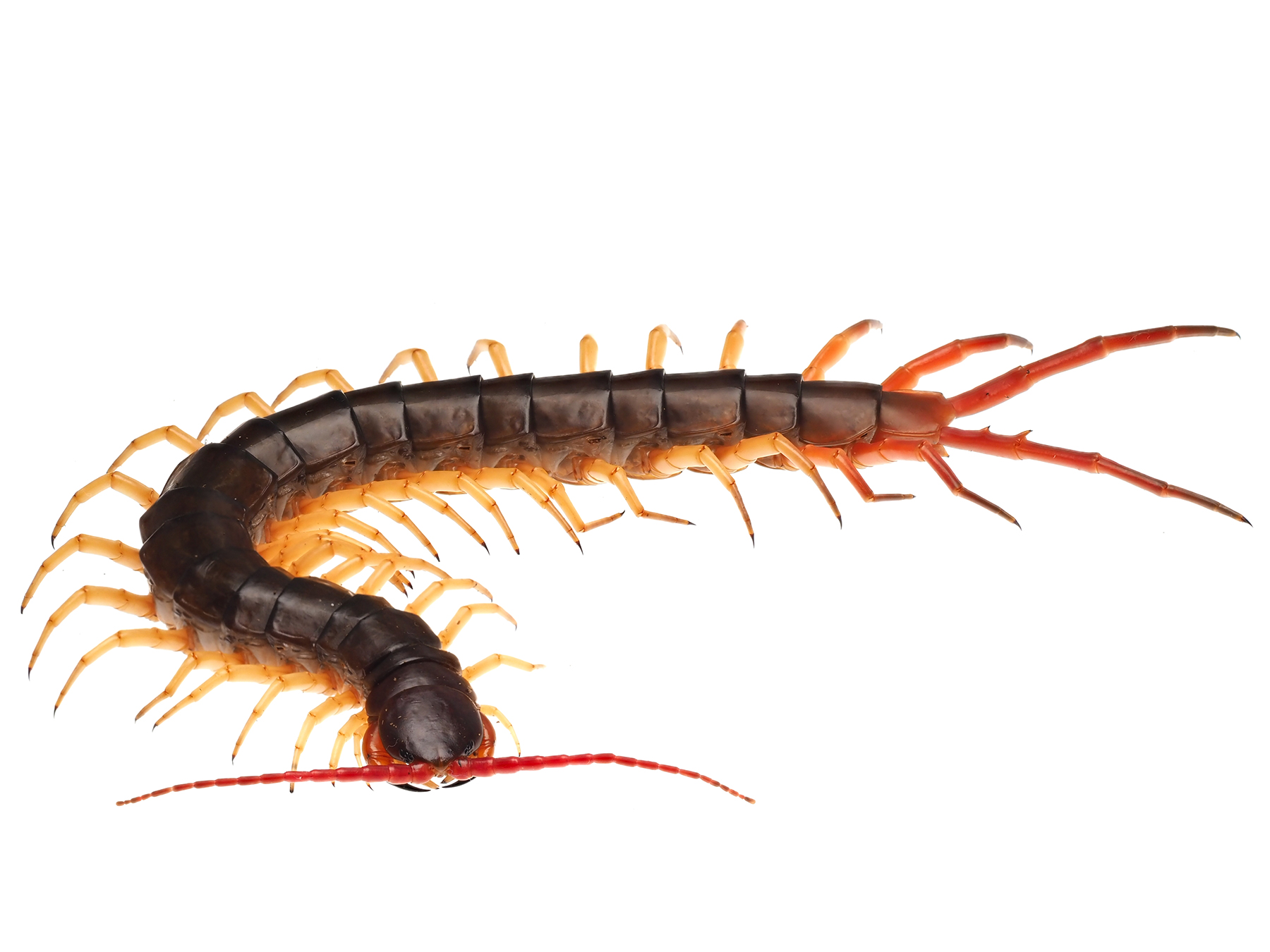
ベトナムオオムカデ

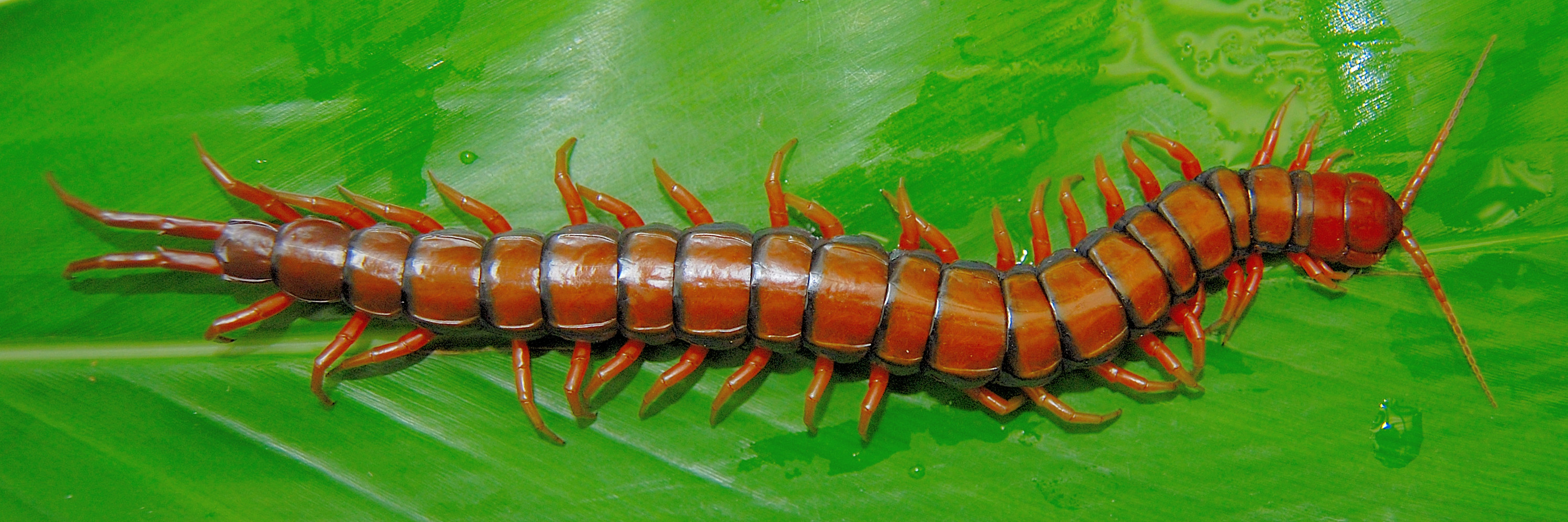
オオムカデ

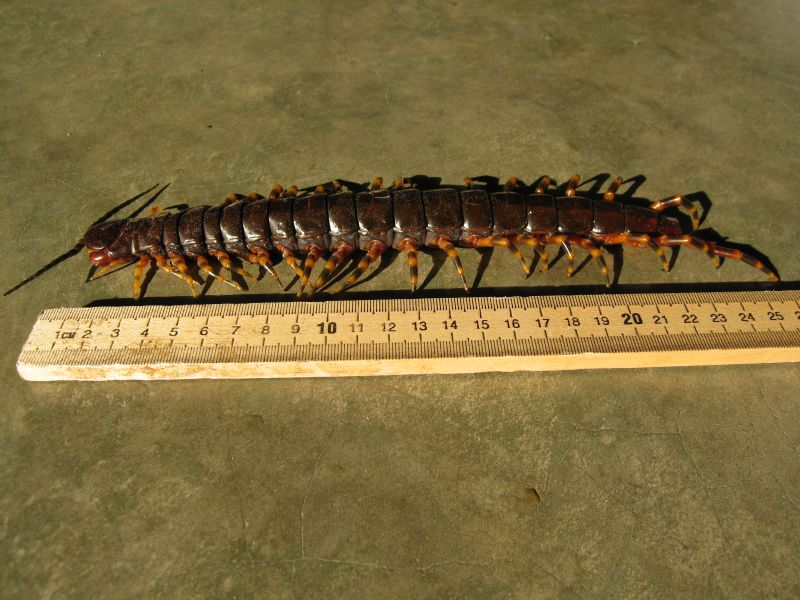
ペルビアンジャイアントオオムカデ

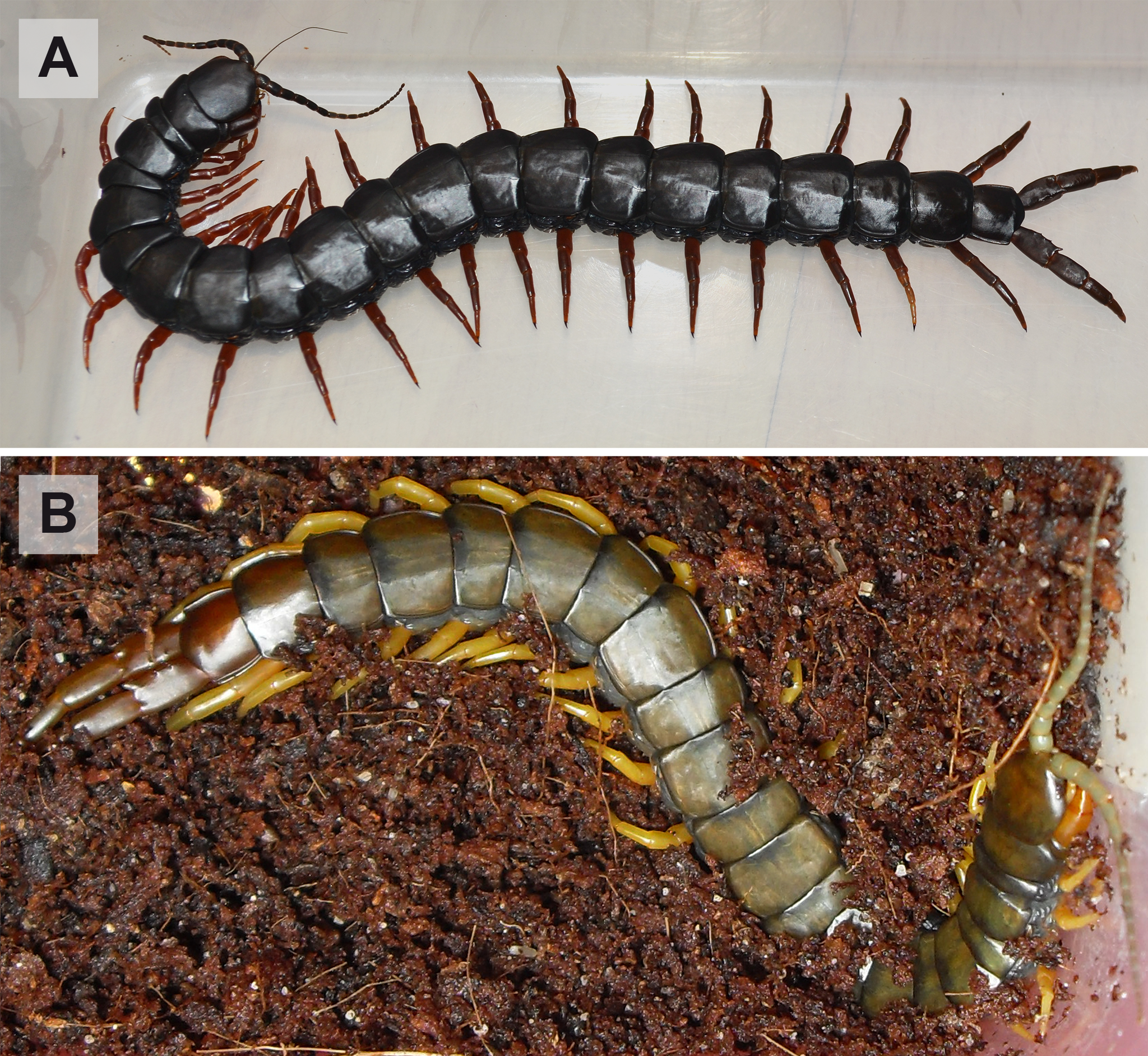
の黒色（A）と暗緑色個体（B）

オオムカデ属（Scolopendra）の種類が主によく知られている。
- トビズムカデ Scolopendra mutilans[37]（=Scolopendra subspinipes mutilans）[25]
  - 体長8-15cmで本州最大のムカデ。頭部・第1背板・曳航肢は赤色、残りの背板は深緑色、残りの脚は黄色もしくは赤色[38]。日本、中国、台湾、韓国に生息[38]。
- アオズムカデ Scolopendra japonica（=Scolopendra subspinipes japonica）[25]
  - 体長約13cmまで及ぶ[25]。背板は暗緑色、触角と脚は黄色もしくは赤色[25]。ベトナム、ラオス、カンボジア、インドネシア、日本（横浜、江ノ島、村山、東京、松本、金川、仙台、紀伊、八丈島、伊豆半島）、台湾、香港、昆明、寧波に生息[25]。
- アカズムカデ Scolopendra multidens（=Scolopendra subspinipes multidens）[25]
  - 体長7-12cm。頭部と脚は赤色、胴部は黒色[39]。ベトナム、フィリピン、インドネシア、中国南部、台湾北部に生息[25]。東南アジア原産で、ペットとして各国で飼われている[39]。

- タイワンオオムカデ Scolopendra morsitans
  - 体長約13cmまで及ぶ[25]。触角はオレンジ色もしくは暗青色、頭部・第1背板・最終背板はオレンジ色もしくは暗褐色、それ以外の背板は赤茶色もしくは黄土色で、各背板の後縁は黒く、横縞模様に見える（幼体は縦縞）[25]。タイ、ラオス、カンボジア、ベトナム、南沙諸島、ミャンマー、マレーシア、シンガポール、インドネシア、フィリピン、厦門、香港、台湾、日本（琉球列島）に生息[25]。原産地は不明確[25]。ムカデの中では最初に記載された種である[40][25]。
- Scolopendra subspinipes（=Scolopendra subspinipes subspinipes）[25]
  - 単に「オオムカデ」とも呼ぶ[7]。体長16cmまで及ぶ。全体的に赤茶色で、各背板の後縁は黒く、横縞模様に見える[25]。ミャンマー、東マレーシア、シンガポール、ベトナム、インドネシア、フィリピン、中国（舟山島、寧波、長沙市）、台湾、日本（伊豆諸島、五島列島、横浜、神戸）、インド、ジャマイカ、マダガスカル、ロドリゲス島、モーリシャス、セーシェル、コモロ、太平洋諸島、イギリス、カリブ海（バルバドス、モントセラト、西インド諸島、バミューダ諸島、アンティグア島）、中央から南アメリカ（コロンビア、アマゾン、カイエンヌ、エクアドル、パナマ）に生息[25]。

- ペルビアンジャイアントオオムカデ Scolopendra gigantea
  - 世界最大のムカデで、30cmを超える体長をもつ[9]。脚は黄色もしくは黄色と黒色の縞模様で、これは毒をもつことを示す警告色とされる[41]。南アメリカ北部（アルバ、キュラソー、マルガリータ島、トリニダード島、ベネズエラ北部、コロンビア）に生息[注釈 9][9]。洞窟でコウモリを捕らえる習性が確認されている[24]。
- ベトナムオオムカデ Scolopendra dehaani
  - 体長25cm以上でアジア最大のムカデ[25]。体色はかなり多様で成長に連れて変化し、全体的に赤茶色からオレンジ色、各背板の後縁は黒い模様があったりなかったりする[25]。タイ、ラオス、カンボジア、ミャンマー、マレーシア、シンガポール、インドネシア、フィリピン、海南、香港、沖縄、台湾、インド、メキシコに生息。東南アジアが原産地と考えられる[25]。
- Scolopendra cingulata
  - 日本では「エジプシャンジュエルセンチピード」「エジプシャンジュエリーセンチピード」などの商品名で知られる。体長10-12cm。体色は多様で、脚は黄色もしくは赤色、胴部は黄色/暗緑色/黒色[42]、黄色の場合は各背板の後縁は黒く、横縞模様に見える[39]。ヨーロッパ（地中海沿岸のポルトガルからイランまで、ハンガリー、ルーマニア）とオセアニア（ライタ山）に生息[42]。

## 人間との関わり

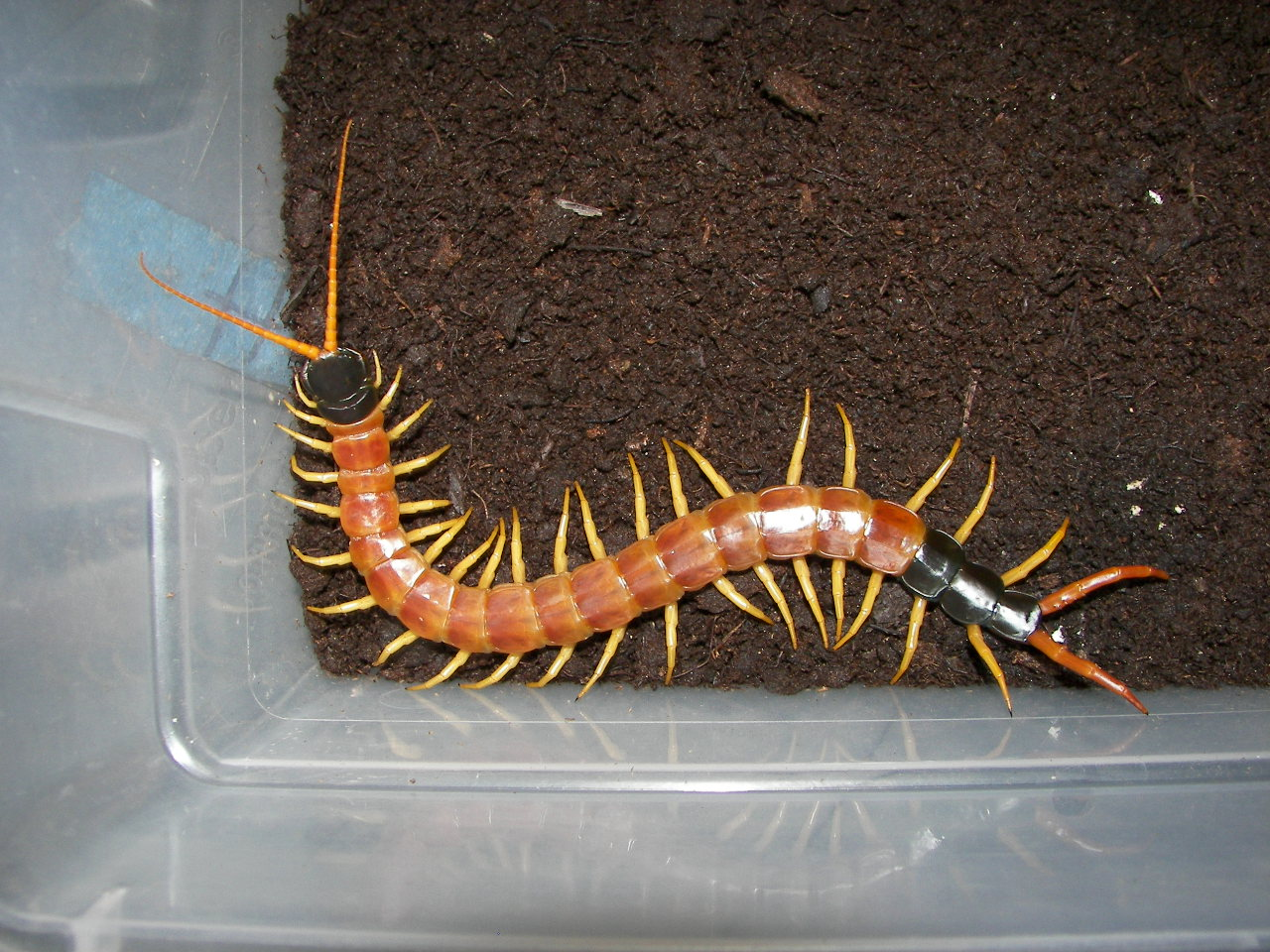
飼育箱内の

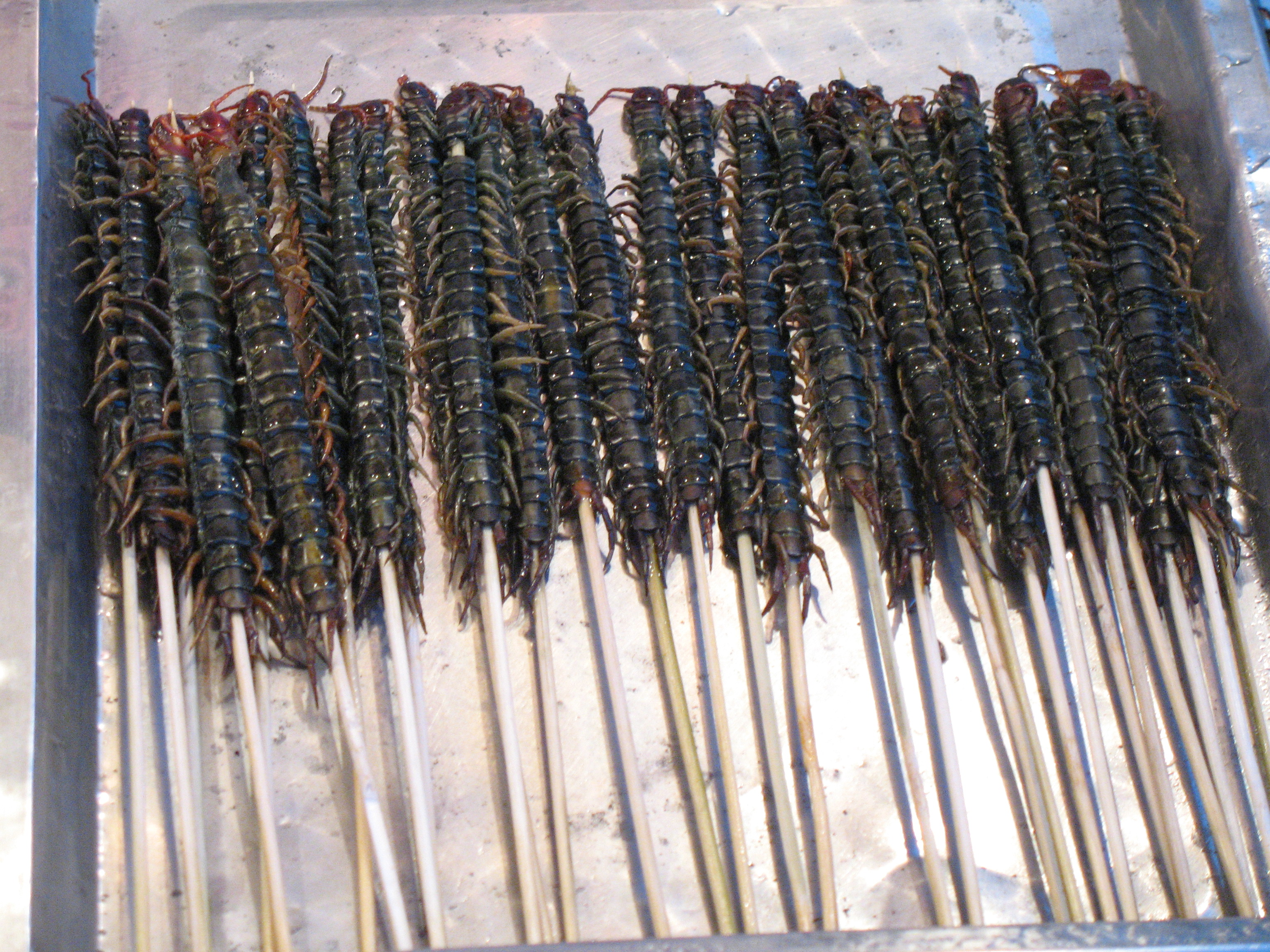
王府井で販売されるオオムカデ

ムカデがもたらす人間への咬害は、ほとんどがオオムカデ類に起因する。有毒で強大な顎肢に噛まれるとすぐに強い痛みが続き、そこが赤く腫れる。麻痺や皮膚組織の壊死に至るの場合もあるため、適切な治療は必要である。命にかかわることはほぼないが、子供やアナフィラキシーショックを発症する体質をもつ者には特に危険で、全身症状が出た場合は救急車を呼ぶべきである。長靴の中に入り込むこともあるため、梅雨の時期はムカデがいないか確かめてから長靴を履くようにすることが大事である。
咬まれる被害の多いオオムカデ類だが、世界中でいくつかの神話や伝説のテーマとなっている。滋賀県の三上山や、群馬県の赤城山にいた大ムカデの妖怪は、山を7巻き半するほど、大きな体を持っていた。龍神一族はこの大ムカデに苦しめられていたが、俵藤太という武士に、唾をつけた弓矢で退治された。また、「非常に凶暴で攻撃性が高い」「絶対に後ろに下がらない」という俗信や、多くの卵を産み、温めて守ることから、戦国時代にはムカデにあやかり、甲冑や刀装具にムカデのデザインが取り入れられたり、旗差物にムカデの絵を染め抜いたりした。商店等でも、ムカデの肢の多さから「客足が多い」、強い攻撃性から「他店に負けない」という意味で縁起物に使われるようになった。
地域によってはオオムカデを食用にするが、産業との関係は少ない。油漬けや乾物は火傷や切り傷にも効能があるとされ、民間薬として一部への市販例もある。観賞魚等の餌として冷凍されたものが出回っており、大型種はペットとしての飼育対象にもなっている。